# Bitwa pod Mantineją (362 p.n.e.)
Bitwa pod Mantineją (Mantyneą) – starcie zbrojne, które miało miejsce w czerwcu roku 362 p.n.e. w trakcie walk Teb z Atenami i Spartą.
W bitwie tej 33 tysiące Tebańczyków i Argiwów pod komendą tebańskiego wodza Epaminondasa (poniósł śmierć) pokonało 22 tysiące Spartan, Ateńczyków i Achajów.
Wojska Mantinejczyków stanęły w wąskiej (około półtora kilometra) dolinie na południe od miasta. Na prawym skrzydle Mantinejczycy i Spartanie, na lewym - Ateńczycy; przed frontem piechoty ustawiono konnicę, m.in. z Elidy. Za linią piechoty (stojącej w zwartym szyku, głębokim na około dwunastu ludzi) znajdował się las, w którym przed bitwą żołnierze chronili się przed słońcem, wychodząc z szeregu i powracając. Za Ateńczykami wzgórza tworzyły pozbawioną wyjścia kotlinę. Epaminondas zbliżał się dość długo do przeciwnika, maskując ustawienie własnej piechoty manewrami jazdy – wzbijane przez konie tumany pyłu zasłaniały główne siły. Na lewym skrzydle skoncentrował tebańskich hoplitów, na prawym ustawił Argejczyków. Ze względu na małą szerokość bronionego przejścia, pozornie nie mógł wykorzystać przewagi liczebnej; miał zamiar przełamać silniejsze, prawe skrzydło wroga i zepchnąć pozostałe siły do kotliny za wojskami z Aten.
Starcie rozwijało się po myśli Epaminondasa; uderzył około południa, kiedy Spartanie i Mantinejczycy nie spodziewali się już natarcia tego dnia i rozproszyli się, udając się na posiłek. Pospiesznie sformowali szyk na powrót, jednak Beoci rozbili konnicę przeciwnika i zmusili do ucieczki piechotę mantinejską, podczas gdy Ateńczyków i jazdę elejską wiązali Argejczycy. Tebańska jazda i piechota na lewym skrzydle przebiły się w ten sposób na tyły wroga i wykonały zwrot w prawo. Wtedy jednak Epaminondas został śmiertelnie ranny, co załamało morale jego wojska i umożliwiło ucieczkę nieprzyjaciela. W jej trakcie Ateńczycy zniszczyli te oddziały tebańskie, które zapędziły się zbyt daleko w pogoni za Mantinejczykami. 
Po starciu zawarto pokój. Zwycięstwo nie przyniosło zakładanych prawdopodobnie przez Epaminondasa skutków, Ateny utrzymały bowiem swoje imperium, a koalicja wymierzona przeciw Beocji nie została rozbita.